# Estrées-sur-Noye
Estrées-sur-Noye är en kommun i departementet Somme i regionen Hauts-de-France i norra Frankrike. Kommunen ligger i kantonen Boves som tillhör arrondissementet Amiens. År 2022 hade Estrées-sur-Noye 281 invånare.

## Befolkningsutveckling
Antalet invånare i kommunen Estrées-sur-Noye
| Referens: INSEE |